# عماد
عماد نامی برای پسران با ریشه‌ٔ عربی به معنی تکیه‌گاه و ستون است. آنچه که بتوان به آن اعتماد کرد.

## نام کوچک
- عماد افروغ، نویسنده، جامعه‌شناس و سیاست‌مدار ایرانی
- عماد احمد، نخست‌وزیر پیشین حکومت کردستان عراق و عضو دفتر سیاسی اتحادیه میهنی کردستان
- عماد بهاور، مسئول شاخه جوانان نهضت آزادی ایران و عضو دفتر سیاسی این نهضت
- عماد خراسانی، عمادالدین حسنی برقعی شاعر غزل‌سرا و قصیده‌سرای معاصر
- عماد رام، خواننده و آهنگساز ایرانی
- عماد رضا، بازیکن فوتبال عراقی
- عماد فقیه کرمانی، از شاعران و عارفان برجسته قرن هشتم هجری
- عماد عصار، نویسنده، روزنامه‌نگار، شاعر و عکاس ایرانی
- عماد طبرسی، از علمای امامیه در قرن هفتم و از معاصرین محقق حلّی و خواجه نصیرالدین طوسی
- عماد مغنیه، معروف به حاج رضوان، از فرماندهان نظامی حزب‌الله لبنان بود

## نام خانوادگی
- محمدحسین عماد، مجسمه ساز معاصر ایرانی